# Acronicta rubricoma
Acronicta rubricoma là một loài bướm đêm trong họ Noctuidae.